# Community Theatre (New York)

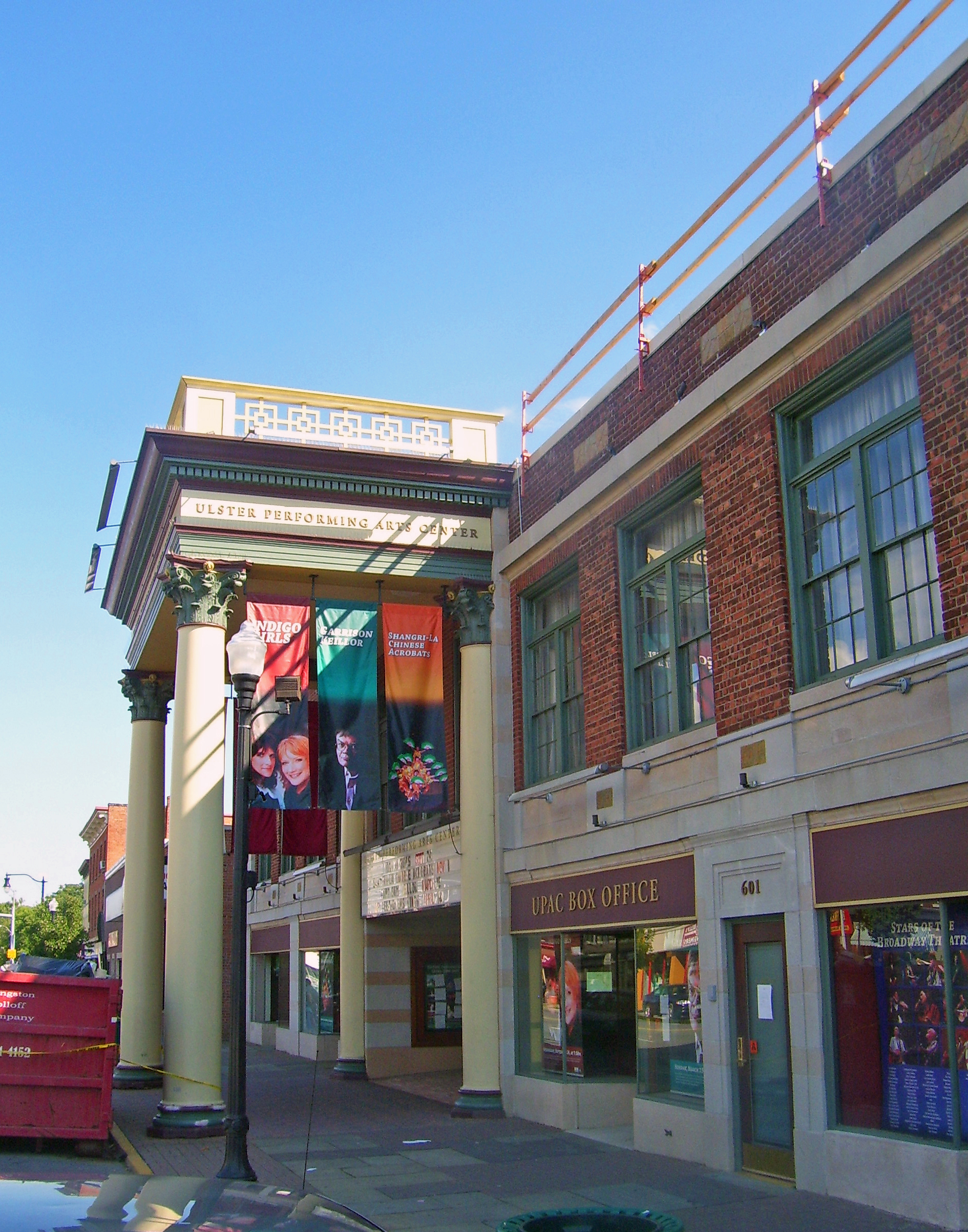
Vorder Portikus des Theaters, von Westen her gesehen (2008)

Das Community Theatre oder auch Ulster Performing Arts Center (UPAC) genannt, ursprünglich als Broadway Theatre benannt, befindet sich am Broadway in Kingston, New York in den Vereinigten Staaten. Das 1926 erbaute neoklassizistische Gebäude ist das einzige in der Stadt verbliebene Theater aus der Zeit vor dem Zweiten Weltkrieg, das nicht verändert wurde und eines von drei solchen Bauwerken aus dieser Zeit im Hudson Valley. Es mit 1500 Sitzplätzen das größte Theater mit Proszenium zwischen Manhattan und Albany.
Es wurde 1979 in das National Register of Historic Places aufgenommen, zwei Jahre nach seiner Schließung aufgrund sinkender Rentabilität. Es blieb vakant, bis es Ende des 20. Jahrhunderts umfassend renoviert wurde, sodass es 2002 wiedereröffnet werden konnte. Heute wird es vom Bardavon Theater im nahegelegenen Poughkeepsie betrieben. In seiner früheren Existenz diente das Theatergebäude hauptsächlich als Kino. Heute finden hier vor allem musikalische Veranstaltungen statt, das Hudson Valley Philharmonic Orchestra ist hier wegen der hochwertigen Akustik beheimatet und viele Musiker treten im UPAC während ihrer Konzertreisen auf.

## Bauwerk
Das Theatergebäude steht auf einer 0,5 Acre (2000 m²) großen Parzelle an der Südseite des Broadways im Zentrum der Stadt, auf halbem Weg zwischen Uptown und Downtown. Der Broadway ist überwiegend gewerblich bebaut, die Straßenzüge hinter dem Theater sind Wohngebiete.

### Exterieur
Zum Broadway hin ist die nordöstliche Fassade zwei Stockwerke hoch und umfasst elf Joche. Der hintere Teil des Theaters ist drei bis vier Stockwerke hoch und dominiert den Straßenblock, auf dem das Theater steht. Das gesamte Gebäude ist aus Backsteinen gebaut, an der vorderen Dachtraufe befindet sich eine mit Granit gedeckte Brüstung mit aztekischen Motiven. Glatte Pilaster aus Granit bilden die Ecken des Gebäudes. Der Portikus besteht aus vier korinthischen Säulen und trägt ein klassisches Gebälk. Weitere Verzierungen des Gebäudes sind die hervortretenden Verbundreihen aus Stein, die Granitrechtecke zwischen den Fenstern, die vertikal gestellten Binder darüber und die Granitsockel darunter.

### Interieur
Das Innere des Gebäudes ist um das Auditorium angeordnet. Dieses ist halbkreisförmig und hat unterhalb der Bühne einen Orchestergraben. Die Stuhlreihen und die Logen verfügen über 1500 Sitzplätze. Die Bühne selbst ist 23 m breit und 10 m tief. Der Proszeniumbogen erhebt sich in eine Höhe von 12 m über den Bühnenboden und ist mit sich abwechselnden Achtecken, blättrigen Kandelabern und anderen Motiven verziert. Auf beiden Seiten wird die Bühne von geriffelten korinthischen Säulen eingerahmt, die umliegenden Wände schmücken Steinmetzarbeiten. Darüber befindet sich ein sehr detailliertes Giebeldreieck, dessen Gesims mit Löwenköpfen, Anthemion sowie Ei- und Blattstab-Formteilen versehen ist. Auf dem Fries sitzen Stierschädel, Kandelaber, Schilder und Girlanden.
Die flache Deckenkuppel ist ähnlich gestaltet. Sie hat Kassetten und ein einfaches Gitterwerk sowie solide, eingelassene Kragsteine, Anthemions und andere Blattmotiveteile. Rosetten markieren die Trennfugen. Um die zentrale Aussparung ist ein breites Band mit Urnen, Rosetten und Zierrahmen. Der Rand hat Löwenköpfe und einen Anthemienfries. Die verputzten Wände sind weniger aufwendig verziert; hier wurden nur einfache Rechtecke verwendet. Die innere Lobby hat eine Dekoration, die sowohl die Themen des Auditoriums als auch die aztekischen Motive der Fassade aufgreift. Diese Mischung setzt sich auch in der Halle im zweiten Stock fort, wo der offene Kamin von gemeißelten Steinen umgeben ist. Andere Räume, wie die äußere Lobby, die Toiletten und Garderoben, sind einfach gehalten.

## Geschichte
Die Geschichte des Theaters beginnt 1925, als ein Ehepaar aus Kingston sowie ein Mann aus Albany ein Unternehmen mit einem Grundkapital von 5300 US-Dollar (in heutigen Preisen: 95.000). Im Jahr darauf kauften sie das Grundstück und begannen mit dem Verkauf von Anleihen, um mehr Geld aufzubringen. Sie beauftragten den bekannten New Yorker Architekten Douglas P. Hall und im Oktober 1926 begann der Bau des Gebäudes, der von dem Generalunternehmer Sinner & Cook ebenfalls aus New York City ausgeführt wurde.
Der Bau wurde während des Winters fortgesetzt und der größte Derrickkran des Bundesstaates wurde eingesetzt, um das Stahlskelett für Auditorium und Proszenium zu montieren. Bei der feierlichen Eröffnung im Juni 1927 unter dem Namen Broadway Theatre bezeichnete der Daily Freeman das Theater „eines der schönsten Theater im Hudson River Valley“. Den 1703 Premierengästen wurden fünf Vaudeville-Stücke gezeigt sowie die Komödie The Cradle Snatchers von Howard Hawks. Am Tag darauf begann das reguläre Programm mit drei Filmvorführungen täglich.
Bis 1947 hatte der Eigentümer des Theaters dreimal gewechselt. Die Walter-Reade-Organisation kaufte es in diesem Jahr und benannte es in Community Theatre um. 1951 entstand der vordere Portikus. Im Innern wurde die Sitzreihen ersetzt; dabei sank die Kapazität auf 1560 Plätze.
Das Theater war auch weiterhin ein wichtiger Bestandteil des kulturellen Lebens der Stadt. Bette Davis und Lillian Gish waren unter den Schauspielern, die hier auftraten, Isaac Stern und Victor Borges priesen das Theater wegen seiner Akustik. Der Niedergang von Kingstons Unterstadt begann mit der zunehmenden Suburbanisierung in den 1970er Jahren. Reade schloss das Theater 1977 und machte vor allem den Wettbewerb mit den Shopping-Malls mit ihren Multi-Leinwandkinos verantwortlich. Um den möglichen Abriss des Theaters zu verhindern, wurde eine gemeinnützige Organisation gegründet. Diese nannte sich Ulster Performing Arts Center und kaufte das Theater dann.
1995 hatte die Organisation ausreichend Finanzen aufgebracht, um 1,7 Millionen US-Dollar in die Renovierung zu investieren, die rechtzeitig zum 75. Geburtstag des Theaters im Jahr 2002 abgeschlossen war. Das Bardavon Theatre begann mit dem Betrieb des UPACs im Jahr 2006 und ein Jahr später wurden die beiden Organisationen miteinander verschmolzen.